# Frigia

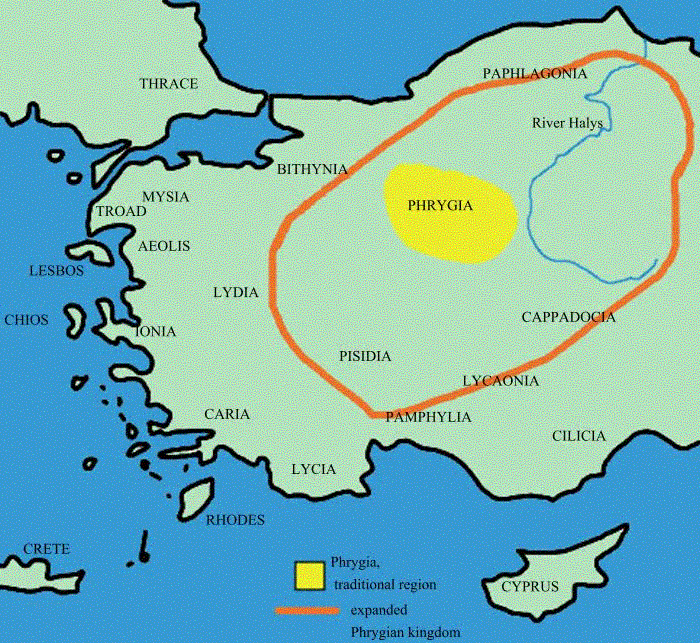
Frigia (Phrygia)

Frigia (în greacă veche Φρυγία, Phrygía) a fost o veche regiune istorică din partea central-vestică a Asiei Mici (azi Turcia), numită așa după numele populației care a stăpânit Asia Mică între căderea Regatului Hitit (sec. XIII î.Hr.) și cucerirea Regatului Lidiei (sec. VII î.Hr.). După invazia cimerienilor în secolul al VII-lea î.Hr. și distrugerea capitalei Frigiei (Gordion), statul frigian s-a aflat, pe rând, sub dominație străină (persană, macedoneană, romană). Extinderea cea mai mare a cunoscut-o în timpul domniei regelui Midas. În Frigia se afla Nodul gordian, cel care a fost tăiat de către Alexandru cel Mare.

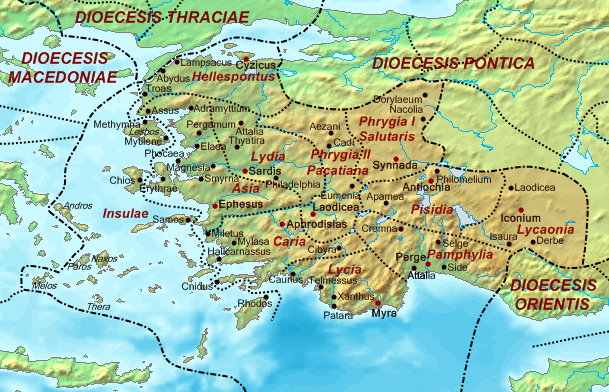
Cele două provincii frigiene în Eparhia din Asia, cca. 400 d. Hr.